# Icky Thump
Icky Thump é o sexto e último álbum de estúdio da banda The White Stripes, lançado em 15 de junho de 2007 na Alemanha, 18 de junho de 2007 no resto da Europa e 19 de junho de 2007 no resto do mundo. Icky Thump entrou na ranking de álbuns mais vendidos do Reino Unido em primeiro lugar e em segundo no Billboard 200 com 223 000 cópias vendidas. Ao final de julho, Icky Thump ganhou certificado de ouro nos Estados Unidos. Ele recebeu o Prêmio Grammy de Melhor Álbum de Música Alternativa de 2008.

## Faixas
Todas as canções foram escritas por Jack White, exceto onde especificado.
1. "Icky Thump" – 4:14
2. "You Don't Know What Love Is (You Just Do as You're Told)" – 3:54
3. "300 M.P.H. Torrential Outpour Blues" – 5:28
4. "Conquest" (Corky Robbins) – 2:48
5. "Bone Broke" – 3:14
6. "Prickly Thorn, But Sweetly Worn" – 3:05
7. "St. Andrew (This Battle Is in the Air)" – 1:49
8. "Little Cream Soda" – 3:45
9. "Rag and Bone" – 3:48
10. "I'm Slowly Turning into You" – 4:34
11. "A Martyr for My Love for You" – 4:19
12. "Catch Hell Blues" – 4:18
13. "Effect and Cause" – 3:00

## História

### Etimologia
Os White Stripes anunciaram a conclusão de Icky Thump em 28 de fevereiro de 2007. O título é derivado da expressão inglesa "ecky-thump", comum na região de Lancashire como uma reação de surpresa. A expressão foi popularizada pela série de comédia britânica The Goodies, na década de 1970. No programa Later with Jools Holland de 1 de junho de 2007, Jack atribuiu o nome do álbum ao seu uso como uma exclamação por sua esposa, que é de Lancashire. Ele adicionou ainda que o nome foi escrito de modo errado deliberadamente, para facilitar para a identificação ao público norte-americano. As notas de rodapé de Icky Thump também alegam que a variação na escrita aconteceu porque havia preocupações relacionadas à infração de direitos autorais.

### Processo de gravação e anúncio do álbum
O álbum foi gravado no Estúdio Blackbird em Nashville e levou quase três semanas para ser gravado – o maior tempo de qualquer álbum da banda até então. Jack White disse que o álbum iria ser do agrado de fãs do álbum de estreia da banda, o que sugeriu um som estilo hard rock. Uma declaração no site oficial da banda (atribuído a Kitayna Ireyna Tatanya Kerenska Alisof, do Moscow Bugle, uma referência ao filme Batman de 1966) diz:
| “ | Os White Stripes completaram a gravação e mixagem do seu sexto álbum. Seu nome é Icky Thump e é o primeiro álbum da banda a conter uma faixa homônima ao título do disco, que curiosamente (e não ironicamente) possui as mesmas palavras em seu nome. Mesmo que alguns residentes do norte da Inglaterra tenham quase reconhecido o título, os Stripes gostariam de dizer que estão o escrevendo errado intencionalmente apenas para 'chutes' e 'metáforas', e para evitar um possível processo dos herdeiros de Billy Eckstine. | ” |

Um vídeo dos White Stripes trabalhando no álbum no estúdio também pode ser encontrado em seu site, e a declaração acima tem a dizer o seguinte sobre a canção: "A música verdadeira foi substituída por uma tecnologia de sampling de teclado da metade dos anos 80 para prevenir aquilo que os analistas da indústria estão agora chamando de 'caça ilegal de canções'".
O site da Entertainment Weekly possuía uma entrevista com Michel Gondry (diretor dos vídeos de "The Denial Twist", "Dead Leaves and the Dirty Ground", "The Hardest Button to Button" e "Fell in Love with a Girl") no qual ele dizia que iria dirigir o vídeo para "I'm Slowly Turning into You". Ele menciona a ideia para o vídeo. Gondry também diz que a ideia do vídeo veio primeiro, e depois de a mencionar a Jack White, este escreveu a canção para combinar com a ideia.
Os White Stripes vinham sendo conhecidos por sua habilidade em manter seus álbuns inéditos até muito perto do seus lançamentos, diferentemente de várias bandas que deixam vazar faixas várias semanas antes das datas de lançamento. No entanto, várias faixas de Icky Thump vazaram, e em 30 de maio de 2007, a estação de rádio Q101 de Chicago levou ao ar o álbum inteiro sem a permissão da banda. Jack telefonou para a estação e reagiu raivosamente ao acontecimento. Há especulação que a gravadora forneceu o álbum para a estação para promover seu lançamento. Nas notas de rodapé de Icky Thump, "Electra" é agradecida na segunda linha, logo após Deus. De acordo com Ben Blackwell, o sobrinho de Jack White, isso não se refere ao DJ da rádio, Electra, mas a um animal de estimação que Jack e Meg tinham.

### Formatos de lançamento
Além de ser lançado em CD e vinil 180 gramas, a banda lançará o álbum em uma edição limitada num pen drive de 512 MB. Há duas versões: uma retratando artisticamente Jack, e a outra retratando Meg. A produção será limitada a 3 333 unidades de cada um e sairão na semana do lançamento norte-americano. Cada drive conterá o álbum no formato Apple Lossless. O vinil 180 gramas contém versões alternativas de "Icky Thump" e "Rag and Bone".

## Singles
Os White Stripes planejam lançar múltiplos singles para a primeira faixa lançada do álbum, "Icky Thump", assim como um single 7" para outra faixa do álbum, "Rag and Bone". Este foi dado de graça com o exemplar de 6 de junho de 2007 da revista NME.
- "Icky Thump"
  - Lançamento na iTunes Store dos EUA: 1 de maio de 2007
  - Lançamento em CD, junto de "Catch Hell Blues": 11 de junho de 2007
  - Lançamento limitado em vinil branco 45, para acompanhar o single "Rag and Bone": 11 de junho de 2007
  - Lançamento limitado no formato picture disc 45, com "Icky Thump (Edit)": 11 de junho de 2007
- "Rag and Bone" (limitado)
  - Lançamento na revista NME: 6 de junho de 2007
- "You Don't Know What Love Is (You Just Do as You're Told)"
  - Lançamento em CD, junto de "You Don't Know What Love Is (You Just Do as You're Told) (Frat Rock Version)": 3 de setembro de 2007
  - Lançamento em vinil 7", junto de "A Martyr for My Love for You (Acoustic Version)": 3 de setembro de 2007
  - Lançamento em vinil 7", junto de "300 M.P.H. Torrential Outpour Blues": 3 de setembro de 2007

Será gravado um vídeo para a canção "I'm Slowly Turning into You" em algum ponto do futuro, sugerindo mais um lançamento de single.

## Créditos
- Jack White – vocais, guitarra, sintetizador
- Meg White – bateria, vocais
- Regulo Aldama – trompete em "Conquest"
- Jim Drury – gaita-de-fole em "Prickly Thorn, But Sweetly Worn" e "St. Andrew"